# Masuluke Oscarine
Masuluke Oscarine (Siyavuma, 23 de abril de 1993), é um futebolista sul-africano que atua como goleiro. Atualmente joga pelo Stellenbosch F.C.

## Carreira
Em 2014, Masuluke Oscarine começou sua carreira no Baroka.
No dia 30 de novembro de 2016, Oscarine fez um feito histórico: aos 50 minutos do segundo tempo, no jogo contra o Orlando Pirates no qual o Baroka estava sendo derrotado por 1 – 0, Oscarine foi para área esperando uma cobrança de escanteio. O goleiro adversário rebateu a bola que sobrou na entrada da área, e Oscarine emendou uma bicicleta, empatando o jogo.
No dia 22 de setembro de 2017, Masuluke Oscarine foi anunciado como um dos 10 finalistas do Prêmio Puskás, por seu feito no jogo contra o Orlando Pirates. Em 9 de outubro, a FIFA anunciou os três finalistas do prêmio: Oscarine, Danny Castellanos e Olivier Giroud. Oscarine acabou não ganhando o prêmio, revelado em 23 de outubro, que foi para Olivier Giroud.

## Títulos
Baroka
- Liga Mvela Golden: 2015–16